# قطعنامه ۱۰۰۶ شورای امنیت
قطعنامه ۱۰۰۶ شورای امنیت سازمان ملل متحد که در تاریخ ۲۸ جولای ۱۹۹۵ تصویب شد، سندی بین‌المللی دربارهٔ اسرائیل-لبنان است. این قطعنامه طی نشست ۳۵۵۸ام با ۱۵ رای موافق، ۰ مخالف و ۰ ممتنع تصویب شد.